# Малыши Басби

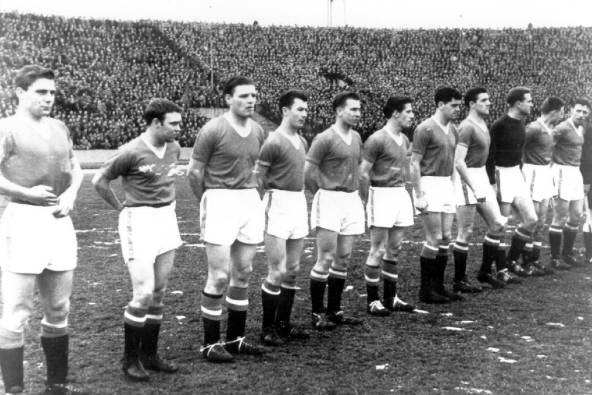
«Малыши Басби» перед последним матчем до авиакатастрофы

«Малыши́ Ба́сби» (англ. Busby Babes; варианты перевода: «детки Басби», «мальчики Басби» и т.д.) — прозвище группы футболистов английского клуба «Манчестер Юнайтед», воспитанных сначала под руководством тренера молодёжной команды Джимми Мерфи, а впоследствии — главным тренером «Юнайтед» Мэттом Басби.
«Малыши Басби» прославились не только благодаря своему юному возрасту и одарённости, но и потому, что все они были воспитанниками «Манчестер Юнайтед», а не купленными у других клубов, что было распространённой практикой в то время (как и сейчас). Сам термин, придуманный, как предполагается, журналистом газеты Manchester United Evening News Фрэнком Никлином, обычно используется в отношении футболистов, выигравших чемпионат Англии в сезонах 1955/56 и 1956/57, средний возраст которых составлял 21—22 года.
Восемь «малышей Басби» погибли в мюнхенской авиакатастрофе 1958 года, включая Дункана Эдвардса, который считался самым перспективным игроком из того состава «Юнайтед». Последним из «малышей Басби» игровую карьеру закончил Бобби Чарльтон в 1975 году.
«Малыши Басби»:
- Билл Фоулкс — центральный защитник
- Марк Джонс — опорный полузащитник
- Джеки Бланчфлауэр — центральный полузащитник
- Альберт Сканлон — крайний полузащитник
- Эдди Колман — крайний полузащитник
- Лиам Уилан — крайний полузащитник
- Бобби Чарльтон — полузащитник
- Дункан Эдвардс — полузащитник
- Дэвид Пегг — крайний полузащитник
- Деннис Вайоллет — нападающий
- Томми Тейлор — нападающий
- Эдди Луис — нападающий[4]